# 刘彦涛
刘彦涛（1964年11月—），男，吉林人，中华人民共和国外交官，现任中华人民共和国驻塞浦路斯共和国特命全权大使。

## 生平
1990年，任中国教育报社编辑兼记者。1992年，任外交部办公厅三等秘书，后升任副处长、处长。2001年，任驻新加坡大使馆一等秘书、政治新闻处主任。2002年，任外交部机关党委副书记、外交部办公厅副主任。2005年，挂职云南省文山壮族苗族自治州副州长。2006年，任美国乔治敦大学访问学者。2007年8月，出任中华人民共和国驻德班总领事。2012年，任驻美国大使馆参赞，后升公使衔参赞。2016年，任外交部党委国外局公参兼外交部创新实验委员会副主任。2017年8月，任新疆生产建设兵团外事侨务办公室党组副书记、副主任。2019年3月，升任兵团外事办公室党组书记、主任。2020年10月，出任中华人民共和国驻塞浦路斯大使。

## 家庭
已婚，有一女。